# 水沼製糸所

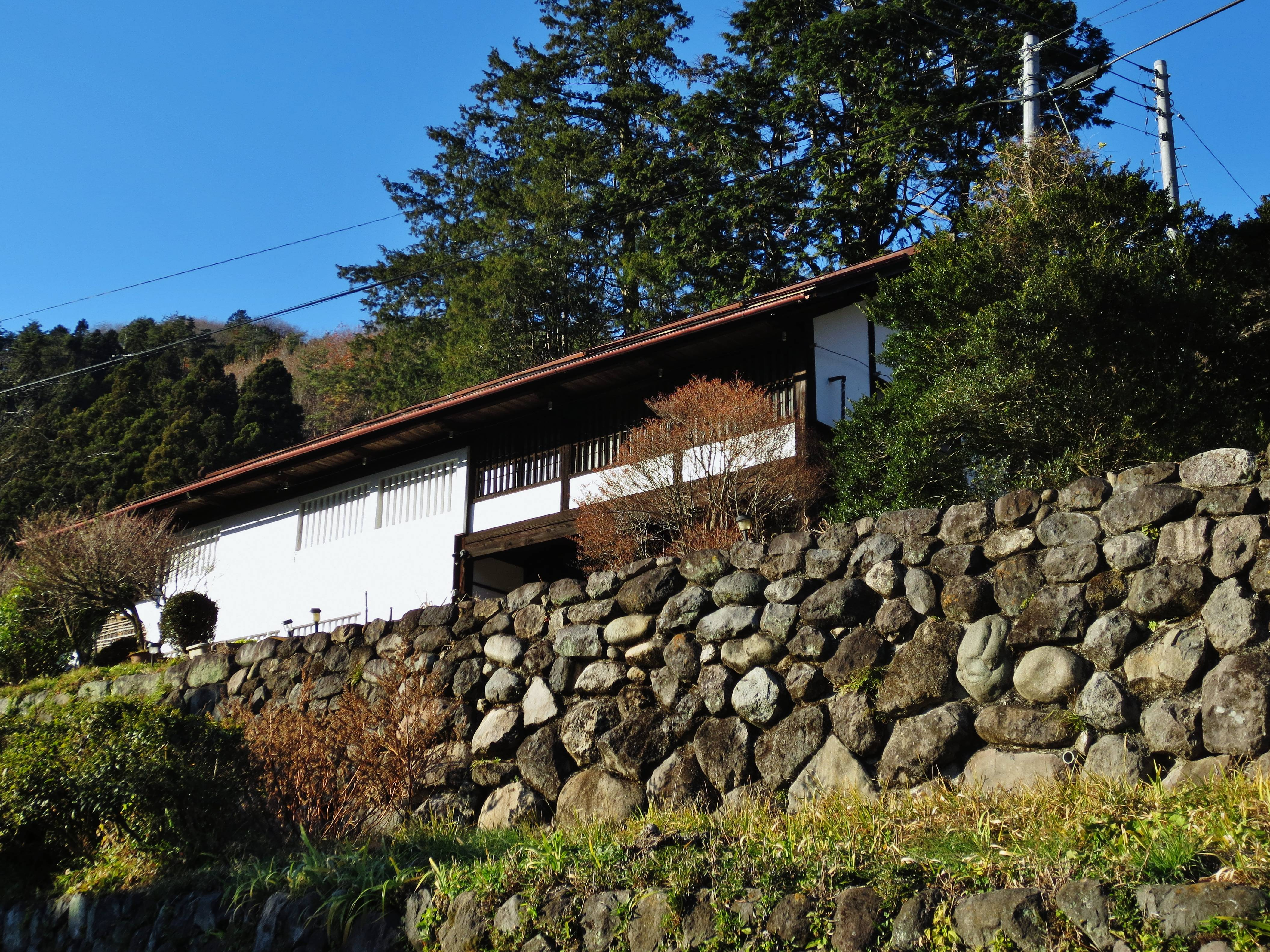
水沼製糸所跡

水沼製糸所（みずぬませいしじょ）は、群馬県勢多郡水沼村（現在の桐生市黒保根町水沼）に設立された製糸工場・伝習所。

## 概要
水沼村の豪農・星野長太郎によって明治7年（1874年）に創業。民間初の洋式器械製糸所であり、製糸技術の伝習所として広く伝習生を受け入れ、指導者を養成して生糸の品質向上に貢献した。製糸所は東西2棟あり、その間に糸取扱所を建て、その周りに繭置所、水車覆屋、糸置蔵を配置し、糸取扱所と繭置所の2階を工女留所としていた。製糸所の敷地は現在の桐生市役所黒保根支所近くの黒保根歴史民俗資料館に隣接し、長屋門と蔵の一部が現存する。

## 歴史
創業者の星野長太郎は、明治5年（1872年）9月から明治6年（1873年）1月にかけて前橋製糸所の速水堅曹のもとで器械製糸技術を学び、同年11月に製糸所の建設に着手、水車動力の製糸器械32台を設置して明治7年（1874年）2月に開業した。明治8年（1875年）、長太郎は横浜のキングドン・シュワーベ商会に委託して欧州で生糸を試売したが、利潤が少なかったため、生糸の直輸出を検討した。
明治9年（1876年）、ニューヨークで日本品を扱う佐藤商会を開いていた佐藤百太郎が米国向けの直輸出物資を求めていたことから、長太郎は実弟の新井領一郎（旧名・星野良助）をニューヨークに派遣した。領一郎は佐藤商会で米国の生糸需要を調査して直輸出の準備を進め、水沼製糸所の見本糸の米国での評判が良かったことで、生糸の直輸出を開始した。
水沼製糸所は器械製糸の普及のため、共進会や博覧会に出品し、明治10年（1877年）の内国勧業博覧会で鳳紋賞牌、明治11年（1878年）のパリ万国博覧会で金牌、明治12年（1879年）の横浜共進会で一等、明治13年（1880年）のメルボルン万国博覧会で二等、明治14年（1881年）の内国勧業博覧会で有功一等、明治15年（1882年）の桐生七県連合共進会で二等、同年の八王子共進会で二等を得ており、水沼製糸所の製品は国内外で高く評価された。
明治20年代後半に製糸所の経営が悪化し、明治33年（1900年）に製糸所は廃止された。明治35年（1902年）6月に甘楽社に加入して甘楽社水沼組となったが、昭和9年（1934年）に水沼組は解散した。